# Michel Matagne
Michel Matagne, né en 1951 et mort en 2018, est un auteur de bande dessinée, illustrateur et peintre belge. Il faut aussi animateur de dessin animé.

## Biographie
Michel Matagne travaille pour le studio TVA Dupuis dans les années 1960 et 1970. Dans le même temps, il collabore avec Raoul Cauvin, Eddy Ryssack et Charles Degotte sur des mini-récits qui paraissent dans le journal Spirou et qu'ils signent sous le pseudonyme de Desquatre. Il dessine aussi ses propres histoires sur des scénarios de Lucien De Gieter ou de Charles Degotte. Il peint plusieurs couvertures de numéros spéciaux de Spirou jusqu'en 2008 et il réalise des illustrations pour la série des Contes du Grand Schtroumpf. En 1968, il est collaborateur de Peyo. En 1971, il fait partie du studio Peyo. Il réalise également des couvertures d'Alain Chevallier et de Yalek avec Christian Denayer. En 1975, il signe également une double couverture  de Tintin pour Un numéro fou fou fou du 24 juin 1975.
Il illustre les nouveaux Contes du Grand Schtroumpf écrits par Yvan Delporte dans Schtroumpf !.
En tant que peintre sa préférence va aux paysages et aux vues de parcs. Il expose à Coxyde en 1982.
Il meurt en 2018.

## Publications

### Mini-récits
- Les Pépins de la pêche, scénario : Lucien De Gieter, dessin : Michel Matagne, no 124, 1962[2]
- Manque de pot, scénario : Desquatre, dessin : Charles Degotte, no 218, 1964[2]
- Le Gâteau du Roy, scénario : Desquatre, dessin : Charles Degotte, no 283, 1965[2]

### Bigoudi
1. Bigoudi, le petit Hérisson frisé. Texte et dessin : Charles Degotte, huitième volume de la Collection du Carrousel, Dupuis, 1966. Contribution de Matagne pour les décors[9].
2. Julie, la taupe qui voulait pêcher la lune. Texte et dessin : Charles Degotte, treizième volume de la Collection du Carrousel, Dupuis, 1967. Contribution de Matagne pour les décors.

### Les Schtroumpfs
- Le Schtroumpf métamorphosé, conte de Yvan Delporte, illustré par Peyo et Matagne, Spirou no 1549 (21.12.67)[10]
- Le Schtroumpf et la fée distraite, conte de Delporte, illustré par Peyo et Matagne, Spirou no 1552 (11.1.68)[10]
- Le Petit Canard des Schtroumpfs Texte et dessin : Peyo, Décors : Matagne, « Collection du Carrousel » no 4, Dupuis, 1966[10]
- Le Moulin des Schtroumpfs Texte et dessin : Peyo, Décors : Matagne, « Collection du Carrousel » no 10, Dupuis, 1967[10]
- Les Schtroumpfs et les jouets Texte et dessin : Peyo, Décors : Matagne, « Collection du Carrousel » no 38, Dupuis, 1969[10].

### Posters
- Poster La Schtroumpfette, supplément du Spirou no 1583 du 15 août 1968[10] ;
- Poster Johan et Pirlouit, supplément du Spirou no 1610 du 20 février 1969[10] ;
- Poster Monument Schtroumpf, Peyo avec Matagne, supplément du Spirou no 1732 du 24 juin 1971[10].

### Collectifs
- Images du scoutisme - 50 ans de calendrier FSC[11], FSC, Bruxelles, 1991
Scénario et couleurs : collectif - Dessin : collectif dont Michel Matagne,Préface : Stéphane Steeman. Participation : février 1977.
- Contes de Noël du journal Spirou 1955-1969, Dupuis, coll. « Patrimoine », Marcinelle, 27 novembre 2020
Scénario : collectif - Dessin : collectif dont Matagne - Couleurs : quadrichromie -  (ISBN 979-10-34738-18-2)

## Filmographie
- La Flûte à six schtroumpfs[12].

## Réception

### Hommage
Peyo et François Walthéry lui rendent hommage avec le personnage d'Ange Retors dans Le Cirque Bodoni de Benoît Brisefer qui s'inspire de son physique courbé par le rhumatisme,.
Thierry Martens, rédacteur en chef de Spirou, dresse en ces termes le portrait de Michel Matagne : « Michel Matagne a une présence physique extraordinaire : placez-le au milieu d'une foule, il retiendra encore l'attention. Auteur d'un mini-récit, de nombreux décors pour les Schtroumpfs, ainsi que de couvertures comptées parmi nos meilleures, Matagne aime cependant cultiver un certain secret. Son visage respire le mystère, vite démenti par sa bonne humeur proverbiale. »